# David Mayer de Rothschild

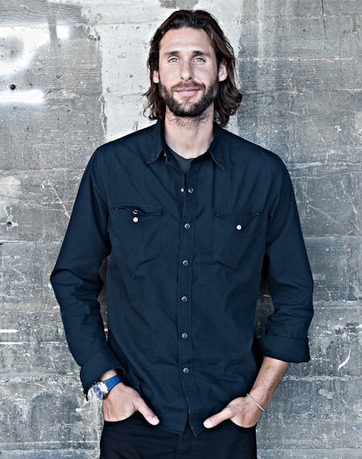
David Mayer de Rothschild (2013)

David Mayer de Rothschild (* 25. August 1978 in London) ist ein britischer Abenteurer, Ökologe und Kopf der Adventure Ecology, einer Expeditionsgruppe für die Sensibilisierung für den Klimawandel.

## Leben
Rothschild ist das jüngste von drei Kindern von Victoria Schott (* 1949) und Evelyn de Rothschild (1931–2022) des Londoner Zweigs der jüdischen Rothschild-Bankiersdynastie.
Er studierte Politik und Informatik an der Oxford Brookes University und machte ein Fernstudium der Naturheilkunde am Londoner College of Naturopathic Medicine. 2005 gründete er Adventure Ecology. Im Jahr 2006 überquerte er die Arktis von Russland nach Kanada in rund 100 Tagen, was bisher nur wenigen Menschen gelang. Hierdurch wurde er der jüngste Brite, der sowohl den Nordpol als auch den Südpol erreichte. Zusätzlich war er Mitglied der Gruppe, die während der Zweifachüberquerung einen Weltrekord für die schnellste Überquerung der grönländischen Eiswüste aufstellen konnte. 2007 erhielt er den GQ Award als Mann des Jahres in der Kategorie Engagement. 2011 wurde er mit dem Ehrenpreis des Deutschen Nachhaltigkeitspreises ausgezeichnet.

## Erkundung

### Polarexpeditionen
Im Jahr 2006 verbrachte Rothschild über 100 Tage damit, die Arktis von Russland nach Kanada zu überqueren, wodurch er einer von nur 42 Menschen und der jüngste Brite wurde, der jemals beide geografischen Pole erreichte. Zuvor war er bereits einer von nur 14 Menschen, die jemals den Kontinent Antarktis durchquerten, und gehörte zu einem Team, das den Weltrekord für die schnellste Überquerung des Grönland-Eisschilds brach.
Im Jahr 2006 startete er die Website „Mission Control“, um seine Expeditionen und Umweltbemühungen Kindern und Jugendlichen vorzustellen. Die Wanderung durch die Arktis war die erste „Mission“, die auf der Website hervorgehoben wurde, und die zweite sollte entweder eine Wanderung durch den Amazonas oder eine Reise vom Baikalsee zur Gobi-Wüste sein.
Seine Expeditionen führten auch zur Gründung der Organisation Adventure Ecology. Sie dient als Gemeinschaft und Netzwerk zur Diskussion des Klimawandels und verwandter Probleme.
Im Jahr 2018 unternahm er eine Expedition über den Pazifischen Ozean. Ziel dieser Reise war es, das Bewusstsein für die Auswirkungen der globalen Erwärmung zu schärfen und den Schutz der Meeresökosysteme zu fördern. Sie konzentrierten sich auf den Kampf gegen die durch Plastikmüll verursachte Meeresverschmutzung und wollten Küstengemeinden sowie die Gesellschaft im Allgemeinen über die Bedeutung des Erhalts unserer Meere aufklären.

## ExpeditionPlastiki
Für den 28. April 2009, dem Jahrestag der Kon-Tiki-Expedition, plante Rothschild mit einem Floß aus Plastikflaschen und Recycling-Materialien den Pazifischen Ozean von Nordamerika nach Australien zu besegeln. Anfang März 2010 wurde schließlich nach dreijähriger Vorbereitung sein Katamaran Plastiki fertig. Am 21. März um 9:30 Uhr Ortszeit brach die Plastiki mit Rothschild und seiner Crew in Sausalito, Kalifornien, Richtung Sydney auf.
Die Reise der Plastiki-Expedition sollte etwa vier Monate dauern. Dabei ist auch eine Expedition zum sogenannten Müllstrudel geplant. Dieser Müllstrudel im Pazifik hat die Ausmaße von Texas erreicht. Mit seiner Reise will er gegen die Belastung der Ozeane mit Plastikmüll demonstrieren.
Der Müll wird über Flüsse ins Meer geschwemmt. Vielfach werden auch Mülldeponien und wilde Müllkippen im Ödland an Flüssen, Sümpfen oder Meeresküsten aufgeschüttet.
10 % machen als größter Verursacher die Fischerei aus. Da sich Plastikabfälle nicht zersetzen, sondern nur in immer kleinere Teile zerfallen, bilden sie eine große Gefahr für die Fauna der Meere. Über die Nahrungskette der Fische gelangen die Schadstoffe der Plastikteile auch wieder zum Menschen.
Am 27. Juli 2010 erreichte die Plastiki erfolgreich Sydney und beendete damit ihre Pazifiküberquerung.

## Werke
- The Live Earth – Global Warming Survival Handbook, 2007, Englisch, ISBN 978-1-59486-781-1
- Earth Matters ... An Encyclopedia Of Ecology, 2008, Englisch, ISBN 978-1-4053-1888-4